# فلک (قالب‌بندی صوتی)
فِلَک یا کدک صوتی بی‌اتلاف آزاد (به انگلیسی: Free Lossless Audio Codec)، کدک فشرده‌سازی صوتی است که الگوریتم فشرده‌سازی بی‌اتلاف داده‌ها را به کار می‌گیرد. اثر صوتی دیجیتال فشرده‌شده به وسیلهٔ فلک قابل ناهم‌فشرده‌سازی به نسخه‌ای مشابه اطلاعات صوتی اصلی است. منابع صوتی رمزنگاری‌شده (اِنکُدشده) به وسیلهٔ فلک به حجمی حدود ۵۰ تا ۶۰ درصد اندازهٔ اصلی خود درمی‌آیند.
فلک، قالبی آزاد و بدون حق تألیف (رایگان) به همراه نرم‌افزار آزاد پیاده‌سازی‌شده در دسترس است. فلک از فراداده، جلد آلبوم و جستجوی سریع پشتیبانی می‌کند. گرچه پشتیبانی از اجرای فلک در دستگاه‌های صوتی قابل‌حمل و سامانه‌های صوتی نسبت به قالب‌هایی چون ام‌پی‌تری و پی‌سی‌ام فشرده‌نشده محدودتر است، اما دستگاه‌های سخت‌افزاری بیشتری از فلک نسبت به سایر قالب‌های فشرده‌شدهٔ بی‌اتلاف مانند وِیوپَک پشتیبانی می‌کنند.
یکی از اهداف ارایهٔ این فرمت، ارایهٔ کیفیتی معادل سی‌دی‌های صوتی برای نگهداری و پخش صوت و موسیقی است. فلک ۱۶ بیتی با سرعت نمونه برداری ۴۴ کیلوهرتز کیفیتی معادل با سی‌دی صوتی ارائه می‌کنند و انواع ۲۴ بیتی تا ۳۲ بیتی امکان ذخیره‌سازی موسیقی و صوت دیجیتال را با کیفیتی فراتر و برای نگهداری تولیدات استودیوهای موسیقی و نسخه‌های اصلی ضبط شده با تجهیزات پیشرفته را فراهم می‌نمایند و معمولاً به علت حجم بزرگ کاربردهای عمومی ندارند.
فلک، صوت دیجیتال با نمونه‌های ۴ تا ۳۲ بیتی را پشتیبانی کرده و سرعت نمونه برداری می‌تواند بین یک هرتز تا ۶۵ کیلوهرتز و در یک تا ۸ کانال باشد.